# Kerül, amibe kerül
A Kerül, amibe kerül (eredeti címe: Whatever It Takes) 2000-es amerikai romantikus filmvígjáték, amelyet David Raynr rendezett, a Cyrano de Bergerac című színdarab modern változataként. A főbb szerepekben Shane West, Marla Sokoloff, Jodi Lyn O’Keefe és James Franco látható. 
2000. március 24-én mutatták be az Egyesült Államokban. Magyarországon videokazettán volt elérhető 2000. október 19-től.

## Cselekmény
Ryan, a kicsit stréber srác szemet vet az iskola legnépszerűbb lányára, Ashley Grantre. A focista Chris Campbell, aki történetesen Ashley unokatestvére, Ryan legjobb barátnőjét, az intelligens Maggie-t szemeli ki magának, és felajánlja, hogy segít Ryannek megszerezni álmai nőjét, ha Ryan ugyanezt teszi érte. Ryan és Chris alkut kötnek, amely szerint Ryan érzelmes e-maileket ír Chrisnek, hogy azt Maggie-nek elküldje, míg Chris azt tanácsolja Ryannek, hogy bánjon lekezelően Ashley-vel, hogy felkeltse a figyelmét.
Eleinte egyik srácnak sem esik könnyen, hogy változtassanak a szokásaikon; Chris túlságosan erőltetetten lép fel Maggie előtt, Ryan pedig túl ideges ahhoz, hogy bunkó legyen Ashley-vel. De ahogy kezdenek sikerrel járni, Ryan új megvilágításban kezdi látni Maggie-t, és elgondolkodik azon, hogy vajon a megfelelő lányt üldözi-e. Rájön, hogy Ashley nem neki való, éppen akkor, amikor megpróbálja meggyőzni Maggie-t Chris iránta érzett vonzalmáról. Eközben Maggie megkérdőjelezi saját érdeklődését a nárcisztikus Chris iránt. Ryan megváltozott viselkedése szintén megingatja Maggie véleményét róla. Ryan megtudja, hogy Chris azt tervezi, hogy az iskolai bál estéjén ágyba viszi Maggie-t. Ryan elmondja Chrisnek, hogy ez nem fog működni, mert Maggie túl jókislány ehhez, de a fiú könnyelműen figyelmen kívül hagyja.
Ryan végül bevallja Maggie-nek, hogy végig ő írta neki a romantikus leveleket, nem Chris. Maggie azonban Chrisszel megy a bálba, míg Ryan vonakodva Ashley-vel. Egy szállodai afterpartin, mielőtt Chris ágyba bújtatná Maggie-t, Maggie ragaszkodik hozzá, hogy az ágyhoz kötözze és bekösse a szemét, aminek a férfi engedelmeskedik. Amikor Chris teljesen le van kötözve, Maggie elmondja neki, hogy csak játszott vele, és készít egy polaroidot róla ebben a megalázó helyzetben. Christ a szobában hagyja, hogy a többi bulizó gúnyolódjon és rajzoljon rá. Ryan végül otthagyja Ashley-t, és Maggie után megy. A fiú megpróbál beszélni Maggie-vel az erkélyen át, és bocsánatot kér a hibáiért. Maggie megbocsát neki, és érzéseiket bevallva megcsókolják egymást.

## Szereplők
| Szerep           | Színész          | Magyar hangja   |
| ---------------- | ---------------- | --------------- |
| Ryan Woodman     | Shane West       | Vári Attila     |
| Maggie Carter    | Marla Sokoloff   | Zsigmond Tamara |
| Ashley Grant     | Jodi Lyn O’Keefe | Csondor Kata    |
| Chris Campbell   | James Franco     | Markovics Tamás |
| Floyd            | Aaron Paul       | Hamvas Dániel   |
| testnevelő tanár | Richard Schiff   | n.a             |
| Kate Woodman     | Julia Sweeney    | n.a             |
| Cosmo            | Colin Hanks      | Tóth Barna      |
| Harris           | Kip Pardue       | n.a             |

## Fogadtatás
A filmet lehúzta a filmkritika. A Rotten Tomatoeson 16%-os minősítést ért el 67 értékelés alapján, az összesítő szerint: „A Kerül, amibe kerül egy újabb átlagos tini-románcfilm. A közhelyes viccek és a fáradt cselekmény kevés nevetést vált ki.” Michael O’Sullivan a Washington Posttól azt írta: „West, Franco, O'Keefe és Sokoloff rendben van. Csak a szenvtelen sportoló/szerethető csodabogár/felkapott ribanc/édes kölyök dinamikája bűzlik, mint egy áporodott tornaszekrény.”Mark Caro a Chicago Tribune-től azt írta: „Mi volt az a film, amiben humorosnak találják, hogy valaki lehányja a másikat? Adj egy percet, a nyelvem hegyén van! Kerül, amibe kerül.”
A MetaCritic 20 pontot adott a 100-ból 22 vélemény alapján. Phoebe Flowers a The Miami Heraldtól azt írta: „Ha el is szánod magad a keresésre, akkor is az egész Kerül, amibe kerülben nincs egyetlen őszinte pillanat sem.” Roger Ebert a Chicago Sun Timestól azt írta: „Olyan tinédzserekről van szó, akik soha nem is léteztek, és olyan dolgokat tesznek, amiket soha egyetlen tinédzser sem tett, olyan okokból, amelyeket egyetlen tinédzser sem érthet. Természetesen a tizenéves piacot célozza meg.”
A film pénzügyileg veszteséges volt. A Box Office Mojo szerint a 32 millió dolláros költségvetésre kevesebb, mint 10 millió dollár bevétel keletkezett.